# Geothlypis chiriquensis
Espèce
Répartition géographique
Geothlypis chiriquensis est une espèce de passereaux appartenant à la famille des Parulidae.

## Distribution
Cette espèce se trouve au Costa Rica et au Panama.

## Systématique
Dans certaines classifications, elle est considérée comme une sous-espèce de la Paruline équatoriale. Elle porte alors le nom Geothlypis aequinoctialis chiriquensis.